# Fläckkuskus
Fläckkuskus (Spilocuscus maculatus) är en pungdjursart som först beskrevs av Étienne Geoffroy Saint-Hilaire 1803. Spilocuscus maculatus ingår i släktet fläckkuskusar, och familjen klätterpungdjur. IUCN kategoriserar arten globalt som livskraftig.
Pungdjuret förekommer på Nya Guinea och på Kap Yorkhalvön (Australien) samt på mindre öar i samma region. På några av dessa öar kan fläckkuskus vara införd av människan. Djuret vistas i låglandet och på upp till 1 400 meter höga bergstrakter. Habitatet utgörs främst av tropisk regnskog och arten hittades även i mangrove.
Arten är med en kroppslängd (huvud och bål) av 35 till 44 cm, en svanslängd av 31,5 till 43 cm och en vikt mellan 1,5 och 3,6 kg en av de mindre medlemmarna i sitt släkte. Pälsfärgen varierar lite mellan individerna men oftast har hanar en vit grundfärg och flera oregelbundna gråa fläckar. Honor har vanligen inga fläckar och en grå ovansida samt en vitaktig undersida. De korta öronen är nästan helt gömda i den täta ulliga pälsen. I motsats till nordlig grå kuskus (Phalanger orientalis) förekommer ingen mörk längsgående strimma på ryggens topp.
Fläckkuskus har i naturen antagligen frukter och blommor som föda. På grund av de väl utvecklade hörntänderna antas att den även äter några djur. I fångenskap åt arten kyckling och hundmat.
Annars är inte mycket känt om levnadssättet. Hanar är aggressiva mot varandra när de sätts i samma bur. Honan har vanligen en och sällan upp till tre ungar per kull. Dräktigheten varar bara 13 dagar och sedan lever ungarna i moderns pung (marsupium) tills de kan röra sig i naturen.

## Underarter
Arten delas in i följande underarter:
- S. m. chrysorrhous
- S. m. goldiei
- S. m. maculatus
- S. m. nudicaudatus

## Bildgalleri

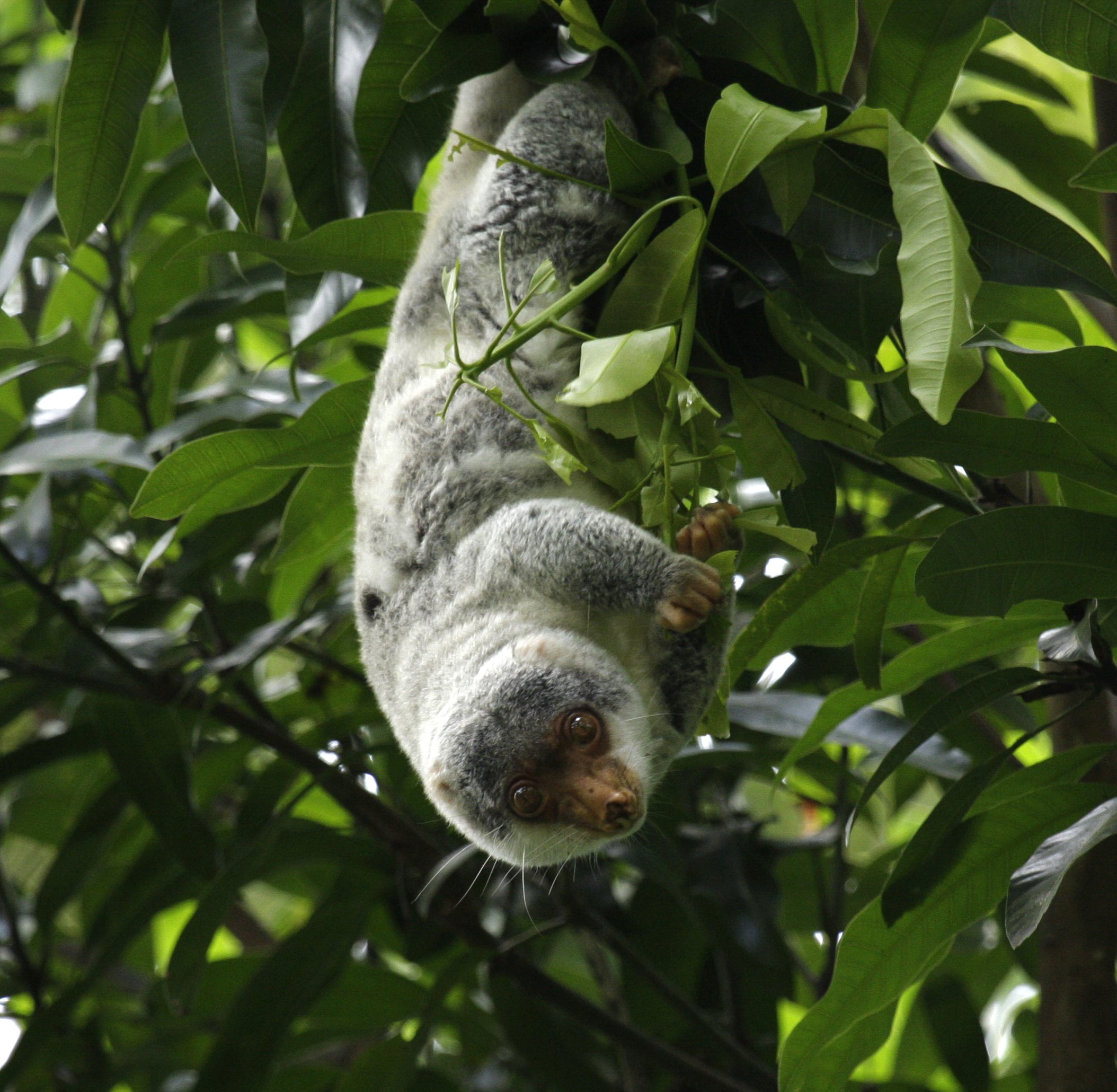